# Gladys Lomafu Pato
Gladys Lomafu Pato (sinh năm 1930) là một giáo viên, giảng viên và nhà viết truyện ngắn người Swazi.

## Đầu đời
Bà được sinh ra với tên khai sinh là Gladys Lomafu Dlamini, gần thị trấn Piggie Peak ở Swaziland năm 1930. Bà là con gái của một tù trưởng nổi tiếng, có nhiều gia súc và nhiều vợ, và là một trong những người Swazis giàu nhất vùng đất. Mẹ bà là vợ thứ tám của ông ấy.

## Cuộc sống cá nhân
Vào ngày 1 tháng 1 năm 1957, bà kết hôn với Petrus Phembuvuyo Pato (1929-2010), một mục sư Kitô giáo giống như cha mình và họ có với nhau ba người con trai và nhận nuôi một cô con gái.

## Nghề nghiệp
Bà đã theo học tại Đại học Kinh thánh nơi bà gặp người chồng tương lai của mình và họ điều hành nhiều bộ khác nhau trên khắp Swaziland. Bà đã trở thành một giáo viên có trình độ, và vào năm 1980, lấy bằng cử nhân giáo dục của Đại học Swaziland. Sau đó, bà làm việc tại Đại học Sư phạm William trong tám năm với tư cách là một giảng viên, và sau đó giảng dạy tại một trường tư ở Lilongwe, Ma-la-uy, vì chồng bà là trưởng khoa hàn lâm của Đại học Kinh thánh Lilongwe Nazarene ở đó.
Các ấn phẩm của bà bao gồm Umtsango, một tập truyện dài 117 trang, được xuất bản bởi Swaziland Academy Services vào năm 1977.

## Ấn phẩm
- Umtsango (Dịch vụ học thuật Swaziland, 1977) [3][4]